# Melodije morja in sonca 1992
XV. Melodije morja in sonca so potekale od 23. do 25. julija 1992 v Avditoriju Portorož. Festival je trajal tri večere:
- večer retrospektive, na katerem so z uspešnicami s preteklih festivalov nastopili Moni Kovačič, Helena Blagne, Simona Weiss, Nace Junkar, Majda Sepe, Oto Pestner, Majda Petan, Vladi Bonin, Angelo Baigueira, Big Ben, Bazar, New Swing Quartet in Prizma,
- tekmovalni večer slovenskih popevk,
- zaključni mednarodni tekmovalni večer.

Kot posebni gostje so nastopili Ricchi e poveri (prvi večer), Los Reyes (drugi večer) in Peter Pent & Luisa Fernandez (tretji večer).
Zmagala je skupina Faraoni s pesmijo E tristemente. Drugi so bili Agropop z Vrni mi morje, moje dekle.

## Tekmovalne skladbe
Osrednji tekmovalni večer slovenskih popevk je potekal v petek, 24. julija 1992. Povezovala sta ga Andrej Šifrer in Miša Molk.
| #   | Izvajalec          | Naslov pesmi                          | Avtor glasbe                | Avtor besedila                      | Avtor aranžmaja             |
| --- | ------------------ | ------------------------------------- | --------------------------- | ----------------------------------- | --------------------------- |
| 1.  | Pop Design         | Pokliči me nocoj                      | Tone Košmrlj, Matjaž Vlašič | Tone Košmrlj                        | Tone Košmrlj, Matjaž Vlašič |
| 2.  | Irena Vrčkovnik    | Zaljubljena v Portorož                | Oto Pestner                 | Dare Hering                         | Oto Pestner                 |
| 3.  | Don Mentony Band   | Na obali                              | Janez Zmazek                | Janez Zmazek                        | Janez Zmazek                |
| 4.  | Faraoni            | E tristemente                         | Enzo Hrovatin               | Luciana Fiorencis, Enzo Hrovatin    | Enzo Hrovatin               |
| 5.  | Nataša Nardin      | Poletna noč                           | Matjaž Vlašič               | Tone Košmrlj                        | Matjaž Vlašič               |
| 6.  | Miran Rudan Band   | Nekdo v meni                          | Miran Rudan                 | Miran Rudan                         | Miran Rudan, M. Vuksanovič  |
| 7.  | Čuki               | Pesem o kraljestvu, ki ga vzel je čas | Jože Potrebuješ             | Jože Potrebuješ                     | Dušan Zore                  |
| 8.  | F+                 | Clementi                              | Dare Petrič                 | Janez Rijavec                       | Dare Petrič                 |
| 9.  | Benč & Tomo        | Nosila je rdečo rožo                  | Janez Bončina               | Janez Bončina                       | Primož Grašič               |
| 10. | Alenka Godec       | Novo sonce                            | Primož Peterca              | Primož Peterca                      | Sašo Fajon                  |
| 11. | Agropop            | Vrni mi morje, moje dekle             | Aleš Klinar                 | Aleš Klinar                         | Aleš Klinar, Sašo Fajon     |
| 12. | Dea                | Jutrišnji dan                         | Jadran Ogrin                | Deja Mušič                          | Jadran Ogrin                |
| 13. | Roberto (Buljevič) | Una storia a Meta                     | Ferdinand Maraž             | Luciana Fiorencis, Roberto Buljevič | Ferdinand Maraž             |
| 14. | Čudežna polja      | Morje, ti in jaz                      | Berti Rodošek               | Tatjana Rodošek                     | Vojko Sfiligoj              |
| 15. | Alenka Šmid - Čena | Poletna topla noč                     | Davor Tolja                 | A. Šašar                            | Davor Tolja                 |
| 16. | Tomaž Domicelj     | Anamaria                              | Tomaž Domicelj              | Tomaž Domicelj                      | Tomaž Domicelj              |

Nagradi
Nagrada občinstva: Faraoni, E tristemente

Nagrada strokovne žirije: Benč & Tomo, Nosila je rdečo rožo
1. ↑  Pop Design so − v dogovoru in z dovoljenjem prirediteljev − svojo pesem izvedli že pred nastopom na festivalu na koncertu v Sodražici.
2. ↑  3. mesto po glasovanju občinstva.
3. ↑  Zmagovalno pesem občinstva so dali združeni glasovi žirij 8 slovenskih radijskih postaj (50 %) in glasovi občinstva v Avditoriju (50 %).

## Mednarodni večer
Na mednarodnem tekmovalnem večeru so nastopili: Alexis in Van Dango iz Nemčije, Angelo Baigueira, Fausto Zarabara & Isabella in Bogner & Bader iz Italije, Giani Luca iz Avstrije, Dandelion in Timea iz Madžarske, Shalom in Hex iz Češkoslovaške, Severina in Elio Pisak iz Hrvaške ter obe slovenski zmagovalni pesmi s petkovega večera. Nagrade so prejeli:
- 1. nagrada: Alexis
- 2. nagrada: Severina
- 3. nagrada: Benč & Tomo